# Страстная Седмица (Штейнберг)
Страстная седмица ор. 13 - гимнографический хоровой цикл композитора Максимилиана Штейнберга, написанный им в 1921-1923 годах по заказу художественного руководителя Государственной академической капеллы Санкт-Петербурга М. Г. Климова. Фактически стал единственным духовным произведением Штейнберга и самым последним написанным в СССР крупным духовно-музыкальным сочинением перед началом гонений Наркомпроса СССР на духовно-музыкальный репертуар в 1923-1928 годах, приведших к полному запрету исполнения русской духовной музыки в хоровых концертах в СССР вплоть до середины 1960-х годов. 

## История создания
М. Г. Климов предложил Максимилиану Штейнбергу создать крупный хоровой цикл для концертного исполнения ещё в 1921 году, связав план будущего произведения с замыслом создания гимнографического цикла. Первые рукописные черновики, а также завершение первых двух частей - "Аллилуйя" (№ 1) и "Се Жених грядет" (№ 2) - отнесены к 6 июня 1921 года, в 1922 году были завершены третья ("Чертог Твой вижду") и частично четвёртая ("Егда славнеи ученицы"), остальные части (всего их в цикле 11) - в 1923 году. Окончательную точку в создании цикла, по данным рукописных источников, хранящихся в РИИИ, Штейнберг поставил 15 ноября 1923 года, завершив великосубботнюю херувимскую "Да молчит всяка плоть человеча".
Через несколько недель после завершения цикла Штейнберг узнал от М. Г. Климова о запрете Наркомпроса СССР на исполнение русской духовной музыки на территории Советского Союза, что в сложившихся условиях фактически ставило крест на попытке осуществить исполнение полного цикла на родине Штейнберга. В 1926 году, во время поездки по культурному обмену в Париж, Максимилиан Осеевич перевёз туда рукописную копию в надежде на то, что издательство "Бессель" официально опубликует данную партитуру, что откроет путь к концертным исполнениям. До Второй Мировой войны были осуществлены фрагментарные (в виде отдельных частей цикла) исполнения "Страстной Седмицы", однако целиком цикл так и не был исполнен.
Во время Второй Мировой войны тираж издания Бесселя считался полностью утраченным, однако в 2013 году американский хормейстер и музыковед Александр Лингас сумел обнаружить данные о том, что несколько экземпляров в 1939-1940 годах чудом были перевезены в США и спрятаны в Бостонской публичной библиотеке и Библиотеке Карнеги в Питтсбурге. В 1946 году, незадолго до смерти, Штейнберг передал вторую рукописную копию партитуры "Страстной Седмицы" Д. Д. Шостаковичу, который в 1957 году во время поездки в США передал её хормейстеру русского происхождения Игорю Букетову, и о её существовании узнал другой американский хормейстер и музыковед русского происхождения - Владимир Морозан, который продолжил попытки организации исполнения "Страстной Седмицы" Штейнберга в полном виде. 11 апреля 2014 года Александр Лингас, будучи создателем и художественным руководителем хора "Capella Romana", осуществил премьерное исполнение "Страстной Седмицы" Штейнберга в Портленде, а затем и в Сиэттле. По случаю долгожданной премьеры Лингас написал статью "Введение в Страстную Седмицу ор. 13 Максимилиана Штейнберга", опубликованную в Университете Лондона (Сити) в 2015 году. Успехом Лингаса заинтересовался Владимир Морозан, которого (как и наследников Игоря Букетова) не удовлетворило качество концертного исполнения и вышедшей на CD записи цикла, после чего было принято решение осуществить премьеру в Нью-Йорке составом хора "Clarion" в октябре 2014 года (дир. Стивен Фокс). Этот же хор привёз "Страстную Седмицу" в Россию в 2016 году и осуществил первое российское исполнение в соборе Непорочного Зачатия Девы Марии в Москве в ноябре 2016 года.
Результатом совместной деятельности Александра Лингаса и Владимира Морозана стало первое после Бесселя полное переиздание партитуры, осуществлённое возглавляемой Владимиром Морозаном нотоиздательской компанией "Musica Russica" в 2016 году.

## Композиция
"Страстная Седмица" Штейнберга включает в себя 11 частей, охватывающих весь диапазон дней данного седмичного круга православных богослужений. Большая часть песнопений написана на основе системы знаменного распева, в чём композитору с обеспечением материалами мог помочь М. Г. Климов. По этому показателю и творческой цели штейнберговский вариант интерпретации гимнографического цикла, формат которого приобрёл популярность в русской духовной музыке в эпоху Нового направления, значительно отличается от вариантов композиторов-предшественников. Исключением стали эксапостилларий "Чертог Твой вижду", основанный на популярном у учителей Штейнберга - Н. А. Римского-Корсакова и А. К. Лядова - киевском распеве, великосубботний тропарь "Благообразный Иосиф", основанный на болгарском распеве, и великопятничный эксапостилларий "Разбойника благоразумнаго", который написан без привязки к уставному напеву, но с использованием cantus planus, близко стилизованного под знаменный распев. Александром Лингасом проводилось сравнение строения цикла Штейнберга с хорошо известным в США одноимённым циклом А. Т. Гречанинова, написанным за 11 лет до "Страстной Седмицы" Штейнберга, в ходе которого исследователь выявил существенные различия между обоими циклами: Штейнберг сконцентрировался на наиболее ходовых песнопениях, которые могут дать концертное представление о Страстной Седмице как седмичном круге, а Гречанинов включил в свой цикл ряд песнопений, относящихся к Литургии Преждеосвященных Даров.
| №  | Название                       | Жанр, положение в седмичном круге                         | Распев                                                           |
| -- | ------------------------------ | --------------------------------------------------------- | ---------------------------------------------------------------- |
| 1  | Аллилуйя                       | Первая строка тропаря утрени Великих понедельника - среды | Знаменный                                                        |
| 2  | Се Жених грядет                | Тропарь утрени Великих понедельника - среды               | Знаменный                                                        |
| 3  | Чертог Твой вижду              | Эксапостилларий утрени Великих понедельника - среды       | Киевский                                                         |
| 4  | Егда славнеи ученицы           | Тропарь утрени Великого четверга                          | Знаменный                                                        |
| 5  | Вечери Твоея тайныя            | Херувимская Великого четверга                             | Знаменный                                                        |
| 6  | Странствия владычня            | 9-я песнь канона утрени Великого четверга                 | Знаменный                                                        |
| 7  | Благообразный Иосиф            | Первый из трёх тропарей утрени Великой субботы            | Болгарский                                                       |
| 8  | Разбойника благоразумнаго      | Эксапостилларий Великой пятницы                           | Не заявлен автором, по фактуре - стилизация под знаменный распев |
| 9  | Не рыдай, Мене, Мати           | Канон утрени Великой субботы                              | Знаменный                                                        |
| 10 | Воскресни, Боже                | Прокимен вечерни Великой субботы                          | Знаменный                                                        |
| 11 | Да молчит всяка плоть человеча | Херувимская Великой субботы                               | Знаменный                                                        |